# Nasackin (Adelsgeschlecht)
Nasackin (auch Nassokin und Nassakin) ist der Familienname eines baltisch-russischen Adelsgeschlechts dessen Ursprung auf die russischen uradligen Bojaren Natjokin zurückgeführt wird. Sie lebten seit 1580 in Estland und breiteten sich nach Finnland und in das Russische Kaiserreich aus.

## Geschichte
Während der Expansionsphase der Schweden in das östliche Baltikum und in Teile Russlands kam es bei Wenden (Lettland) 1578 zu einem gemeinsamen Sieg mit Polen-Litauen über das russische Kaiserreich. Die Schweden hatten sich bis in das Ingermanland vorgewagt und standen vor Groß-Nowgorod. In dieser Zeit wechselten neben zahlreichen russischen Bojaren, Kaufleute und Knechte auch Fürsten und Wojewoden auf die Seite der Schweden. Zu den adeligen Familien zählten die Baranoffs, die Naschtschokin (Nasackins), die Putiloffs, Romanowitz`s und Rosladins. Zu den Nasackins zählte Afanassi Nasackin († 1613), der im Jahre 1590 im Ingermanland zuvor verlorene Güter zurückeroberte und sich später den siegreichen Schweden anschloss. Er und sein Bruder wurden in Estland ansässig. Sein Bruder Peter I. Leontinson Nasackin (1582 – 1636), der Gertrude von Ungern (um 1588 – 1664) heiratete, gründete in Reval den Familienstamm. Davon verzweigten sich Peter IV. von Nassokin (1661 – 1730) in die russische und Carl Fromhold Nasackin († 1682 in Sipoo) in die finnische Linie. Aus der Linie Finnland wurde Otto Heinrich Nasackin (* 1785) im Jahre 1818 in das finnische Ritterhaus aufgenommen. Die in Estland heimisch gewordene Linie, die sich mit Magnus Reinhold von Nasackin (1729 – 1792), Herr auf Werpel, fortsetzte, erhielt 1746 das Indigenat in Estland, erst 1810 kaufte Reinhold Wilhelm von Nasackin (Nasacken) das Gut Sallentack. Seine Söhne Julius und Fromhold erhielten 1857 das Indigenat in Livland und wurden in die livländische Ritterschaft (Registrierungsnummer 404) aufgenommen. Ebenso wurden 1866 in die estländische Adelsmatrikel (Registrierungsnummer 420) Ivan und 1910 (Registrierungsnummer 420) Nikolai Nasackin immatrikuliert.

## Stammfolge
Feodor Ivanowitsch Nasackin (*um 1490 in Oblast Leningrad) Bojar ⚭ Maria Pultilov (* um 1518 in Estland; † 1584 in Hapsal)
- Leontij Fjodorowitsch Nasackin (* um 1540 in Novgorod; † um 1599 in Estland) ⚭ Marfa Baranoff
  - Peter I. Leontinsson Nasackin (* 1582 in Estland; begraben 1636 in Reval), Stammvater der baltischen Nasackins, Bajor, Herr auf Keskfer und Patz (Estland), schwedischer Major ⚭ Gertrud von Ungern (um 1588 – 1664)
    - Fromhold Johann († 1682) Herr auf Rickby Finnland, schwedischer Leutnant ⚭ 1. Anna von Wolffeldt († 1650); 2. Christina Svärfelt (1622 – 1698) Linie Finnland
      - Magnus Johann von Nasackin (1644 – 1728) Linie Estland
      - Peter IV. Nassokin 1661 – 1730 Linie Russland

## Linie Estland
Magnus Johann Nasackin (1644–1728), Herr auf Werpel (Estland) ⚭ Maria von Stackelberg (1655 – 1724)
- Adam Johann Nasackin (1681–1734 in Reval), Herr auf Werpel, estländischer Rittmeister ⚭ Anna von der Pahlen († 1761)
  - Magnus Reinhold Nasackin (1729–1792)[3], Herr auf Werpel, Manngerichtsassessor ⚭ Eva von Schulmann (1744 -1778)
    - Carl Johann Nasackin (1761–1793), Leutnant, Herr auf Waddemois ⚭ Johanna von Fischbach (1763 – 1807)
      - Reinhold Johann Nasackin (1787–1831), russischer Generalmajor ⚭ 1. Carolina Bergenstråhle (1788 – 1821); 2. Lovisa Bergenstråhle (1803 – 1879)
        - Michael Nasackin (1813–1882), russischer Generalmajor ⚭ Vera Koch

    - Magnus Reinhold Nasackin (1762–1842)[4], russischer Major, Herr auf Werpel, Sallentack und Wahenorm ⚭ Juliana von Wrangell (1778 – 1812)
    - Otto Friedrich Nasackin (1767–1848)[5], russischer Kapitän ⚭ Gertruda von Vietinghoff (1773 – 1804)
      - Friedrich Nasackin (1797–1876)[6], russischer Major, Schriftsteller

    - Adam Gustav Nasackin (1770–1855)[7], russischer Rittmeister, Herr auf Werpel ⚭ Anna von Tiesenhausen (1772 – 1841)
      - Jakob Reinhold Gustav Nasackin (1801–1899 in Reval)[8], russischer Generalmajor, Herr auf Neu-Werpel ⚭ Alexandrine Kereptsjevitij (1821 – 1898)
        - Ivan Nasackin (1838–1900), Herr auf Neu-Werpel, 1866 Aufnahme in die estländische Ritterschaft
        - Nikolai (* 1845), 1910 Aufnahme in die estländische Ritterschaft

      - Gustav Georg Nasackin (1803–1876)[9], russischer Generalmajor, Herr auf Walküll und Neu-Werpel ⚭ 1. Elise Clossen († 1846); 2. Caroline von Strandmann (* 1809)

## Besitzungen
Zu ihren zeitweiligen und festen Gütern zählten Wildenau, Friedenthal und Arrohof im estnischen und Schreibershof im lettischen Distrikt. Seit 1810 waren sie im Besitz von Sallentack, Walküll und seit 1819 gehörte ihnen Wahenorm in Estland.

### Gut Sallentack
Das Gut Sallentack wurde von König Gustav Adolph von Schweden im Jahre 1625 dem Reiter Peter Groot zusammen mit mehreren, im Pernauschen gelegenen Grundstücken verliehen. Hieraus entstand das Gut Sallentack, dessen Besitz im Jahre 1653 dem Sohne des ersten Erwerbers, Adam Grotenhielm, bestätigt wurde. Der Rittmeister Magnus Gustav von Grotenhielm verkaufte das Gut 1749 dem Pernauschen Ratsherrn Jacob von Dohren für 7157 Rubel, indessen löste sein Sohn, George Friedrich von Grotenhielm, es wiederum ein. Ab 1785 waren die Grotenhielms erneut Besitzer von Sallentack, welches letztlich 1814 meistbietend an Reinhold von Nasacken (Nasackin) verkauft wurde.

### Gut Wahenorm
Das Gut Wahenorm wurde 1618 vom schwedischen König Gustav Adolph an die Familie Hennigshausen verliehen. Danach wurde es 1729 an die Familie Heyde, 1742 an die Familie von Dohren, 1780 an die Familie von Ulrich und 1816 verkaufte es Cornelius von Ulrich an Reinhold Magnus von Nasacken (Nassackin).

### Rittergut Wallküll
Das Rittergut mit dem Herrenhaus Wallküll wurde 1627 erbaut. Sein erster Besitzer war Herman Wrangel, der es 1652 an Hans von Fersen verkaufte. In den Folgejahren wechselten auf dem Gut die Besitzer mehrmals. 1839 erwarb Gustav von Nasackin und das Rittergut und vererbte es an seine Tochter Sophie von Nasackin (1839–1904). 1760 wurde das zweigeschossige Herrenhaus erbaut und einige Male mit Zusatzgebäuden erweitert. Seit 1957 beheimatet das Herrenhaus ein Pflegeheim.

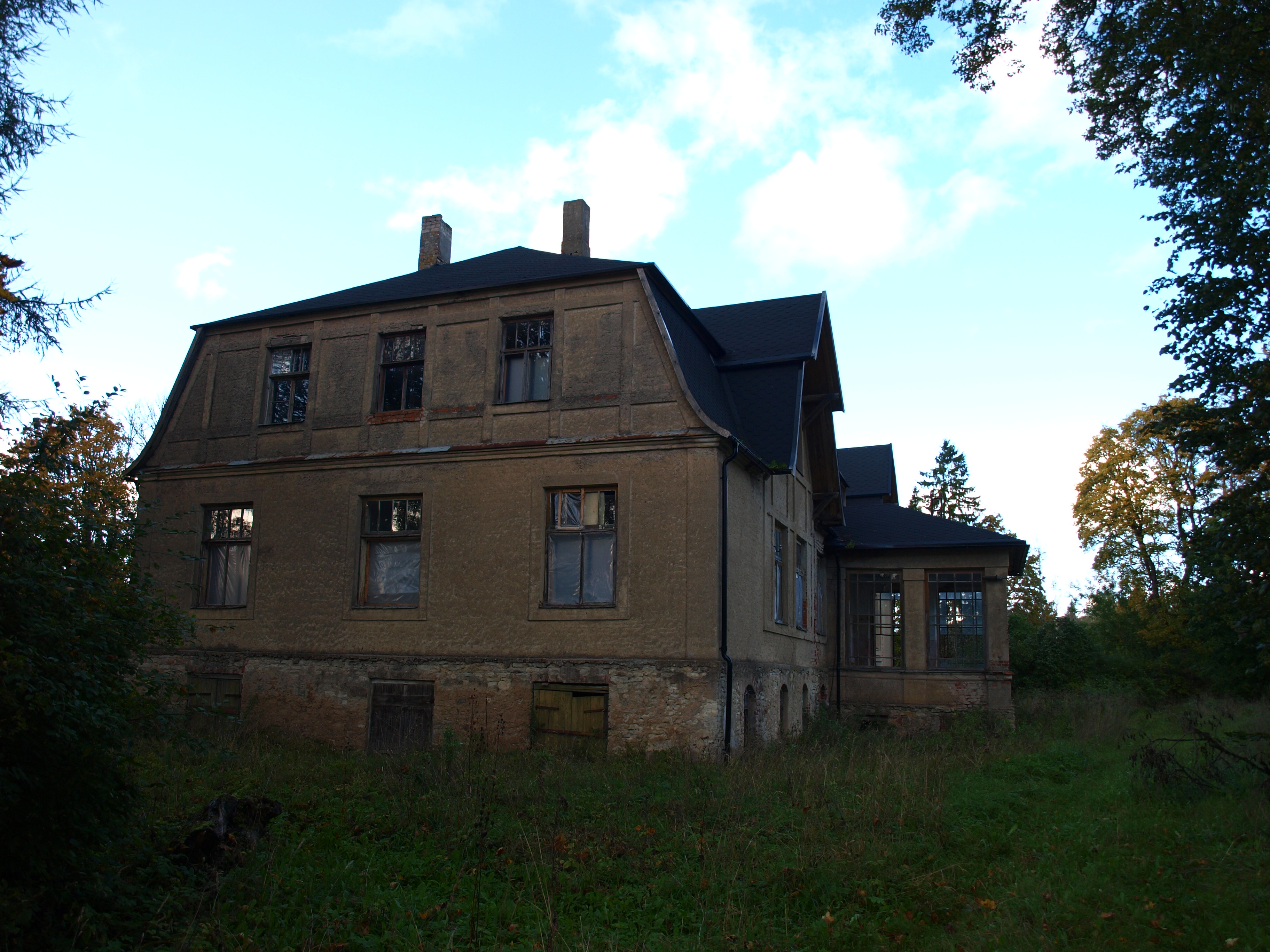
Gut Sellentack
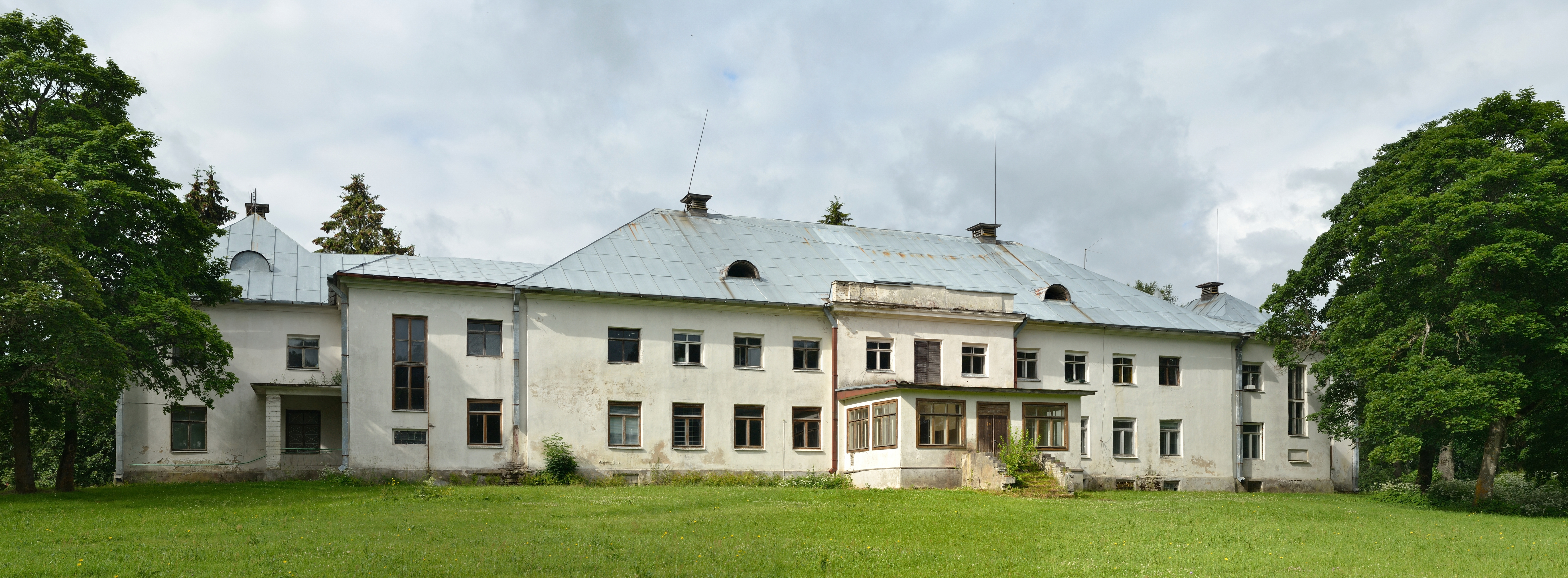
Gut Wallküll